# Jagdschloss Grunewald

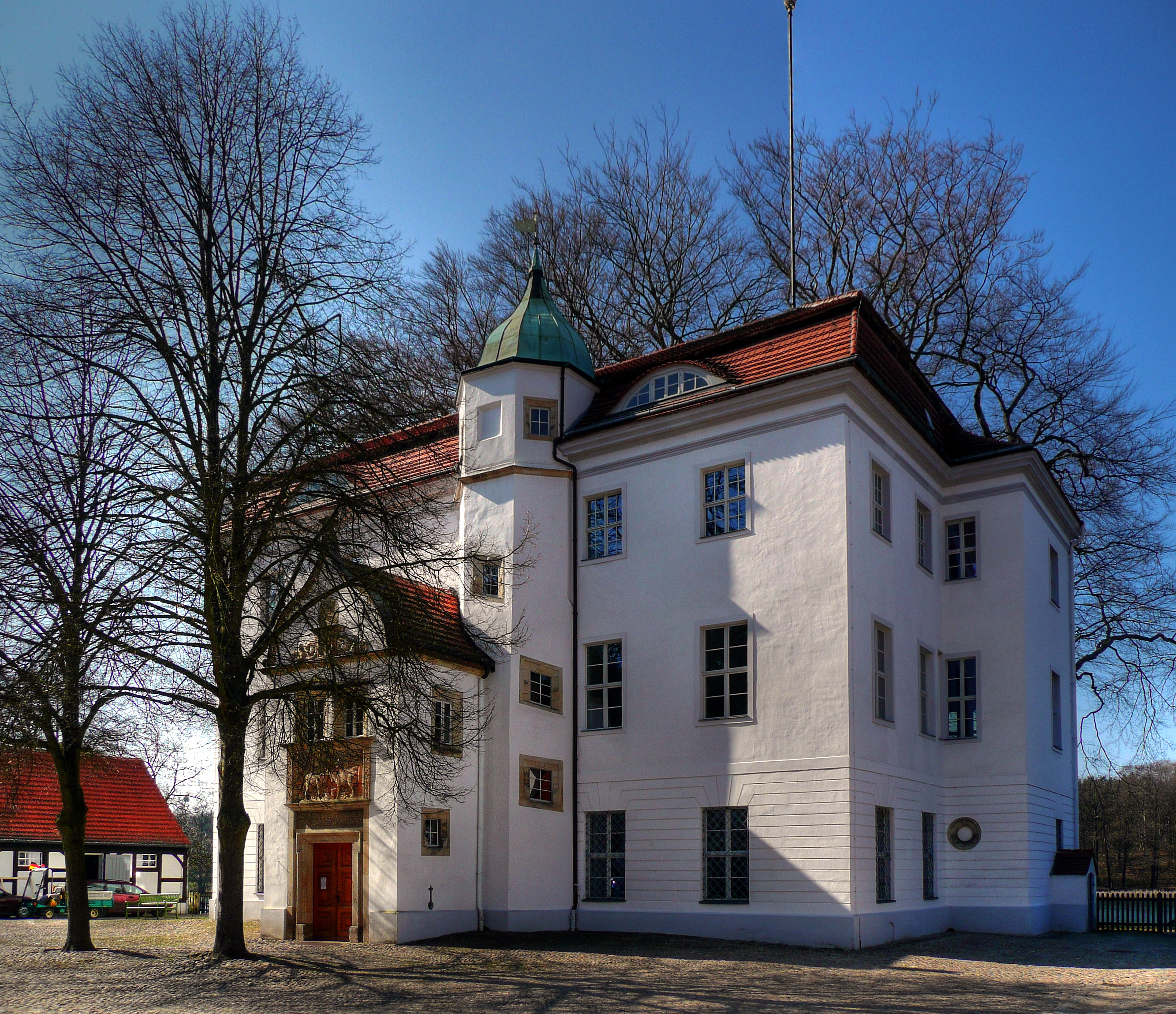
Jagdschloss Grunewald, 2009

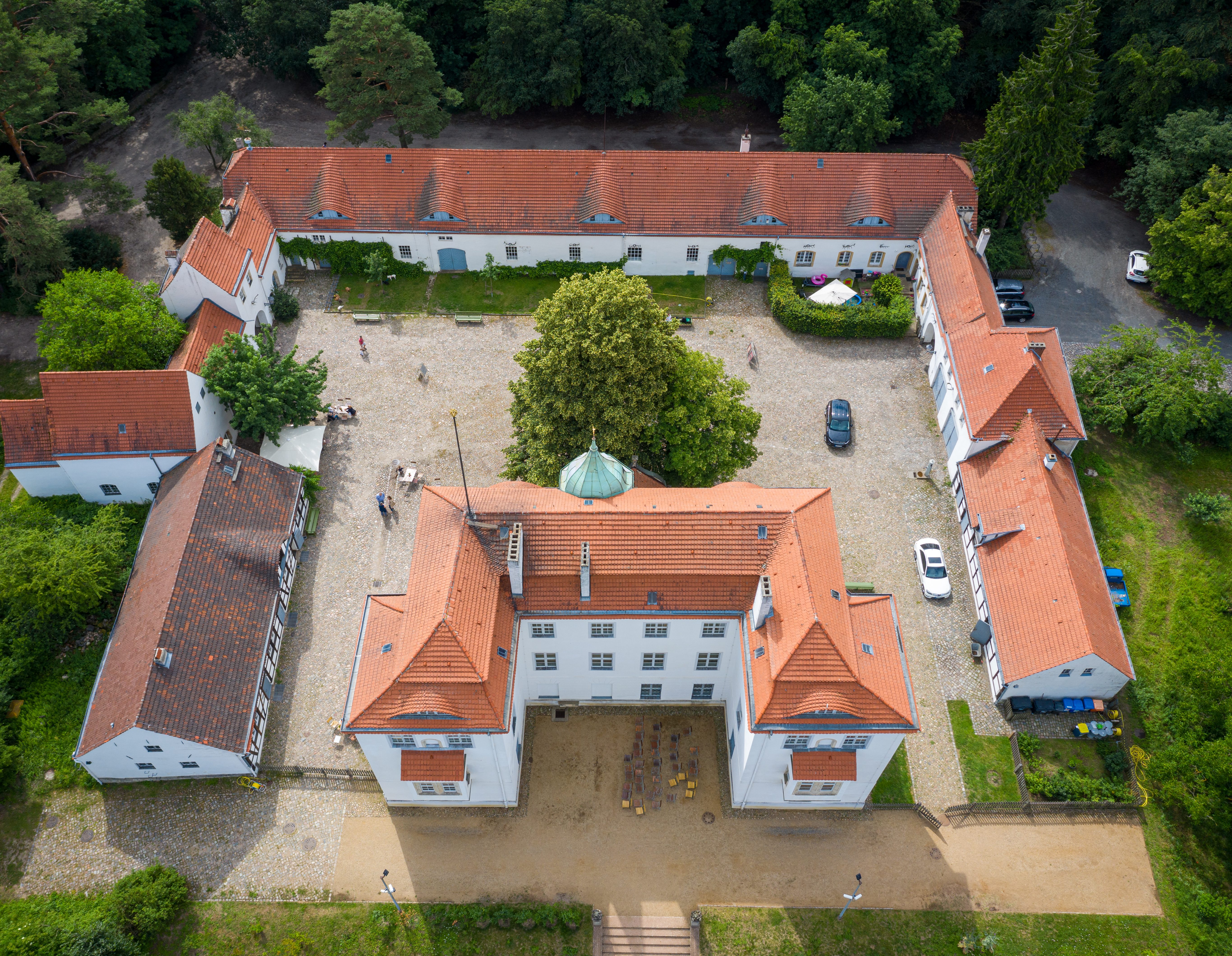
Luftbild der gesamten Schlossanlage

Das Jagdschloss Grunewald ist der älteste noch erhaltene Schlossbau Berlins. Es steht am südöstlichen Ufer des Grunewaldsees und gehört zum Ortsteil Dahlem des Bezirks Steglitz-Zehlendorf. Der See selbst liegt auf der Gemarkung des Ortsteils Grunewald im Bezirk Charlottenburg-Wilmersdorf.
Das Jagdschloss stammt aus den Jahren 1542/1543 und geht sehr wahrscheinlich auf Pläne des Baumeisters Caspar Theiss zurück. Auftraggeber war der brandenburgische Kurfürst Joachim II. Hector. Im Stil der Frührenaissance entstand ein Gebäude, das den Namen Zum grünen Wald trug und dem gesamten Grunewald den Namen gab. Um 1800 übernahm auch das Schloss die verkürzte Bezeichnung Grunewald. Durch Umbauten in der Zeit von 1705 bis 1708 unter Friedrich I., dem ersten König in Preußen, erhielt das Gebäude Überformungen durch Stilelemente des Barocks; mit der Ausführung war der Hofbaumeister Martin Grünberg beauftragt.
Verwaltet von der Stiftung Preußische Schlösser und Gärten Berlin-Brandenburg wird das Jagdschloss seit 1932 museal genutzt. Es beherbergt neben zahlreichen Gemälden von Lucas Cranach d. Ä. und seinem Sohn Werke der niederländischen und deutschen Malerei des 15.–19. Jahrhunderts sowie den einzigen Schlosssaal in Berlin aus der Zeit der Renaissance. In einem Nebengebäude ist seit 1977 eine Jagdzeugsammlung zu besichtigen.

## Der Bau von Jagdschlössern unter Kurfürst JoachimII. Hector
Anfang des 16. Jahrhunderts begann Kurfürst Joachim II. Hector in der Mark Brandenburg mit der Errichtung von Jagdschlössern in dem wald- und wildreichen Gebiet um Alt-Berlin und Alt-Kölln. Neben bereits vorhandenen einfachen Jagdhäusern, zumeist in Fachwerkbauweise, entstanden in Bötzow (später Oranienburg), in der Teltower Heide mit Grunewald und in Köpenick Jagdschlösser im Stil der Renaissance sowie für diese Zwecke umgebaute Burganlagen in Potsdam und Grimnitz bei Joachimsthal am Rand der Schorfheide. Von diesen Schlössern aus der Zeit Joachims II. ist nur noch das Jagdschloss Grunewald erhalten.
Es lag rund 15 km von der kurfürstlichen Residenz entfernt, in der kurz zuvor in den Jahren 1538–1540 ein Renaissanceschloss in Cölln an der Spree errichtet wurde, der Vorgängerbau des Berliner Stadtschlosses. Ein Reitweg verband die Residenz Kölln mit dem Jagdgebiet in der Teltower Heide, ab 1792 Spandauer Forst, dem heutigen Grunewald. Ein Teilstück des Weges, die Straße Unter den Linden, führte vom Stadtschloss nach Westen in den ab 1527 angelegten kurfürstlichen Tiergarten. Von dort verlief der wegen des sumpfigen Geländes als Knüppeldamm angelegte Reitweg weiter in südwestlicher Richtung, die heutige Budapester Straße und der Kurfürstendamm.

## Der Renaissancebau

### Von der Burg zum Schloss

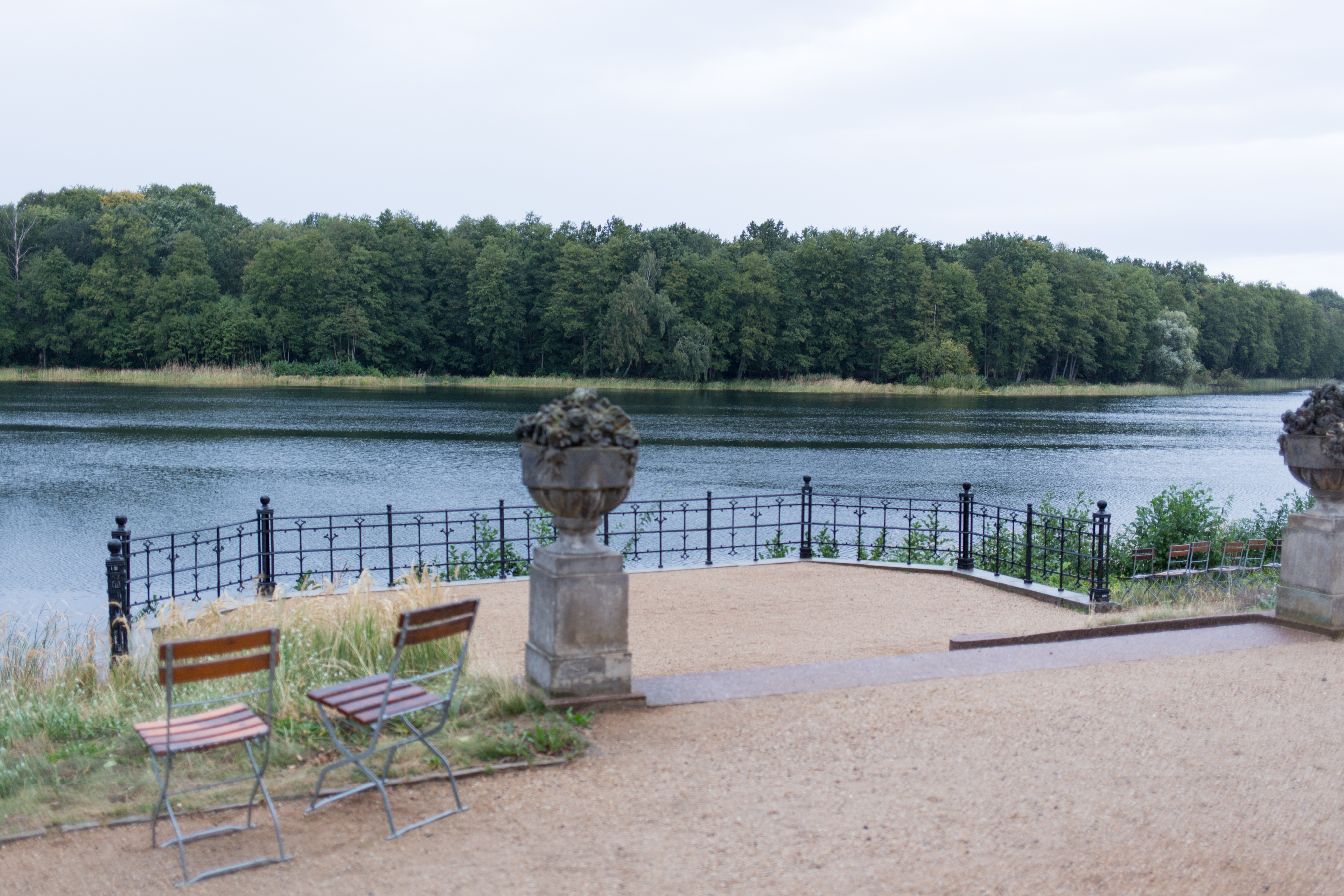
Schlossterrasse am Grunewaldsee, 2018

Die ehemals zur Absicherung des Einflussbereichs nach ökonomischen und strategischen Gesichtspunkten erbauten wehrhaften Burgen, die sowohl als Verteidigungsanlage als auch als Verwaltungs- und Wohnsitz dienten, boten durch die Weiterentwicklung der Handfeuerwaffen und Kanonen kaum noch Schutz und verloren so immer mehr an Bedeutung. Zudem hatte sich der territoriale Herrschaftsanspruch der Landesherren, wie der des Kurfürsten von Brandenburg, gefestigt, deren größter innerer Gegner der Landadel war. Mit dem Ziel, bewaffnete Auseinandersetzungen zu vermeiden und Ansprüche auf dem Rechtsweg zu klären, wurde unter Kaiser Maximilian I. auf dem Reichstag zu Worms am 7. August 1495 ein Reichsgesetz zur Wahrung des Ewigen Landfriedens beschlossen, das jedoch nicht bei allen Adligen Beachtung fand.
Durch diese Entwicklung erfolgte an der Wende vom 15. zum 16. Jahrhundert der Übergang von der Burg zum Schloss. Es begann eine Trennung der unterschiedlichen Bauwerke nach ihrer Zweckbestimmung. Neben eigens zur territorialen Verteidigung errichteten Befestigungsanlagen, wie beispielsweise die Zitadelle Spandau in der Mark Brandenburg, entstanden in den sich etablierenden europäischen Residenzen repräsentative Schlossbauten als Wohnsitz der Fürsten, auf dem Land Herrenhäuser des Adels und Schlösser die eigens für den Jagdaufenthalt konzipiert waren.
Beeinflusst durch die Renaissanceschlösser Chambord und Blois des französischen Königs Franz I. entwickelte sich eine rege Bautätigkeit an den europäischen Fürstenhöfen. Der Architekturstil der Renaissance, der in Italien seinen Ursprung hatte, wurde im nördlichen Europa vor allem dekorativ angewendet, wobei der Baukörper die traditionelle lokale Hausform behielt. Durch große Fenster, Balkone, Erker, hohe Zwerchhäuser, Schornsteine und Malereien, teilweise auch Treppentürme, ließen die prunkliebenden Bauherren die Dächer und Fassaden ausschmücken. Mit dem Bau prachtvoller Schlösser und in den Städten repräsentativer Bürgerhäuser sowie städtischer Bauwerke konnten der Reichtum und das Kunstverständnis öffentlich dargestellt werden.

### Jagdschloss „Zum grünen Wald“
Zum Bau eines Jagdschlosses im Waldgebiet der Teltower Heide, dem heutigen Grunewald, erwarb Kurfürst Joachim II. von der Adelsfamilie von Spi(e)l ein Grundstück am südöstlichen Ufer von Spi(e)ls-See, dem späteren Grunewaldsee, nordöstlich des Fleckens Dahlem. Direkt am Ufer ließ er für Jagdaufenthalte ein Wasserschloss errichten, das er Zum grünen Wald nannte. Die Grundsteinlegung nahm er selbst am 7. März 1542 vor.
Über dessen Aussehen sind keine zeitgenössischen Ansichten vorhanden. Lediglich ein Mitte des 17. Jahrhunderts erstellter Grundrissplan, der sogenannte Renaissanceplan, die Auswertung 1916 gefundener Bauakten und Ausgrabungen in den 1970er Jahren sowie eine 1936 von Albert Geyer veröffentlichte Rekonstruktionszeichnung des Gebäudes, geben Auskunft über die Schlossanlage.

#### Renaissanceplan

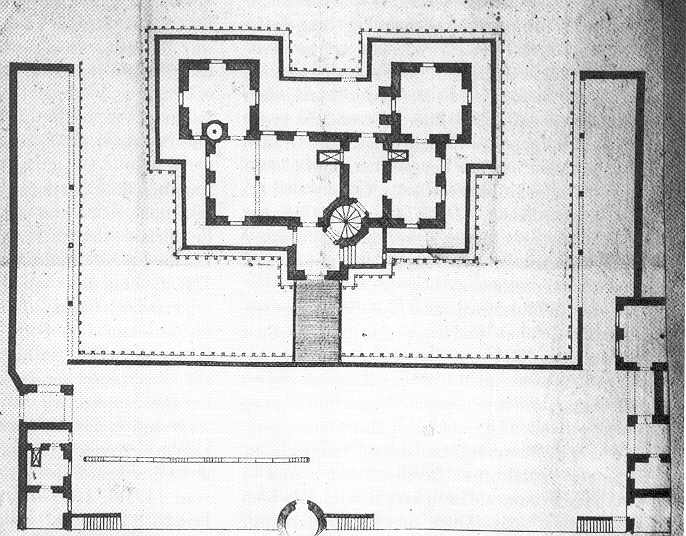
Renaissanceplan

Die Auswertung des Renaissanceplans und der Bauakten der Kurmärkisch Brandenburgischen Amtskammer, dann Kurmärkische Kriegs- und Domänenkammer, aus den Jahren 1669–1737, ergaben, dass das Jagdschloss ursprünglich als Wasserschloss auf einer 8 m × 21 m großen Plattform angelegt und von einem Wassergraben und im Nordwesten vom Grunewaldsee umgeben war. Der einzige Zugang zum Schloss führte über eine Holzbrücke, die den Graben überspannte. Der das Gebäude umgebende Wassergraben wurde bereits 1709 zugeschüttet, wobei das Hofgelände nach der Einebnung ein völlig neues Aussehen bekam. Außerdem erfolgten im 19. Jahrhundert mehrere Absenkungen des Grunewaldsees, um auf den Dahlemer Wiesen Torf stechen zu können, sodass der Wasserspiegel seit der Erbauungszeit des Schlosses bis heute rund 2,80 m tiefer liegt.
Das ursprünglich rechteckige Gebäude hat auf der Seeseite zwei fast quadratische Turmanbauten, die der Architekt Graf Rochus von Lynar aber erst nach Joachims II. Tod im Jahre 1571, in der Regierungszeit seines Sohnes Kurfürst Johann Georg, anfügte. Um das Hauptgebäude gruppierten sich U-förmig einige Nebengebäude sowie eine Mauer mit Wehrgang und einem runden Turm in der Mitte. In den Gebäuden auf der Südwestseite war ein Torhaus und die Wohnung des Kastellans untergebracht, auf der Nordostseite ein Raum zur Aufbewahrung von Jagdzeug, eine Torstube, das Eingangstor mit einer daran anschließenden offenen Arkade und die Küche. Das Haupthaus flankierten langgestreckte Gebäude, die bis zum See reichen. Sie waren entlang des Wassergrabens durch Arkaden geöffnet und dienten zur Unterbringung der Jagdhunde, Pferde und Kutschen. Obwohl die Architektur der Renaissance auf Verteidigungsmöglichkeiten weitgehend verzichtete, lässt die Gesamtanlage und die Schießscharten im Eingangsbereich noch das wehrhafte Feste Haus erkennen. Der Wassergraben, die wahrscheinlich mit Zinnen und Schießscharten ausgestattete Mauer und die später angefügten Eckflügel, die an Wehrtürme erinnern, waren aber nur von ästhetischer Bedeutung.

#### Rekonstruktion des Renaissancebaus
Die Bauakten enthielten Eintragungen einzelner Reparatur- und Umbaumaßnahmen, aus denen hervorging, dass die dekorativen Bauglieder aus der Renaissance während eines 1705–1708 durchgeführten Umbaus zum Teil in den 1709 zugeschütteten Wassergraben geworfen worden waren. Nach Ausgrabungen in den 1970er Jahren konnte anhand der gefundenen Bauteile eine Rekonstruktionszeichnung erstellt werden. Die Auswertung ergab, dass sich die Grundfläche des Schlosses nicht verändert hatte, wohl aber der Umriss. Das heute einheitlich dreigeschossige Gebäude bestand ursprünglich aus einem zweigeschossigen Haupthaus mit den zur Seeseite hin dreigeschossigen turmartigen Eckflügeln, einem achteckigen Treppenturm an der Vorderfront, ein sogenannter Wendelstein und einem weiteren in der Verbindung zwischen dem Haupthaus zum westlichen Eckflügel. Dem vorspringenden Eingangsbau, der an der hofseitigen Vorderfront noch vorhanden ist, waren zu beiden Seiten je ein eingeschossiger Nebenbau angegliedert. Die Fenster hatten runde, bleigefasste Scheiben. Ein schon in der Spätgotik angewandtes Bauteil sind die ebenfalls noch erhaltenen Erker an den Eckflügeln zur Seeseite hin. Sie fehlten an fast keinem Bau des 16. Jahrhunderts. Neben ihrer Funktion als auflockernde Fassadendekoration betonten sie unter anderem die Wichtigkeit der dahinterliegenden Innenräume.

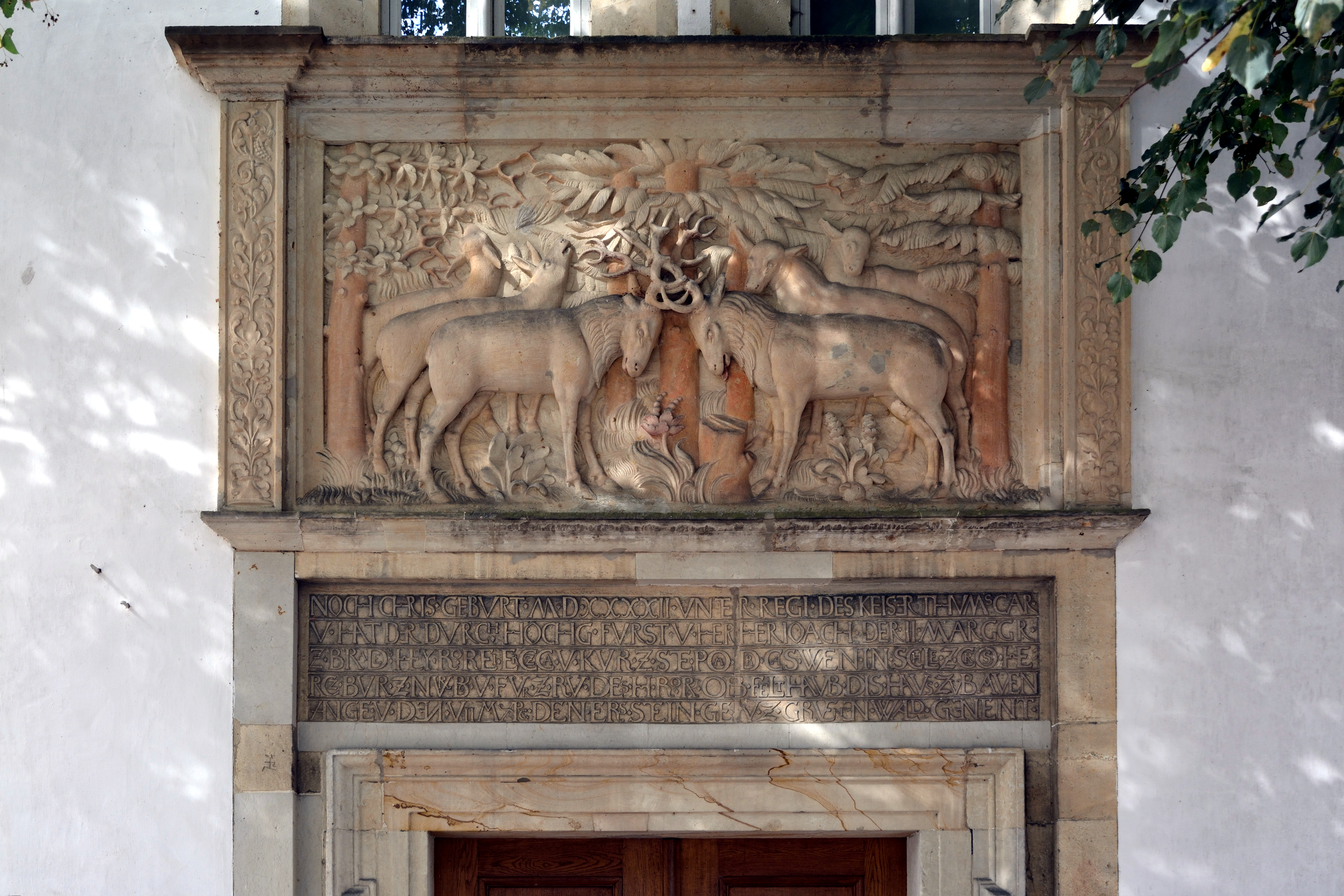
Hirschrelief und Sandsteintafel über dem Eingangsportal

Das Haupthaus und die Eckflügel hatten mit Biberschwanz gedeckte, vermutlich um 45–50 Grad geneigte Satteldächer. Die achteckigen gebogenen Glockenhauben der Treppentürme waren mit Schiefer in „altdeutscher Deckung“ gedeckt. Durch zahlreiche Schornsteine, Gauben und hohe Zwerchhäuser bekam die Dachfläche eine reich geschmückte Gliederung. Die Giebel des Hausdachs, der Zwerchhäuser und des Eingangsbaus hatten einen halb konkav, halb konvex geschwungenen Umriss, der sogenannte Kielbogen oder Eselsrücken, eine eigentlich mittelalterliche, aus der Spätgotik stammende Bogenform, die heute in Grunewald nur noch am Eingangsbau vorhanden ist.
Das Hirschrelief über der Eingangstür hält die Legende fest, dass sich hier zwei Hirsche mit ihren Geweihen verkeilt haben und gestorben sind. Darunter erinnert eine rechteckige Sandsteintafel an den Bauherrn. Die Worte der Inschrift sind abgekürzt und lesen sich mit der Ergänzung in Klammern wie folgt:

#### Bauherr und Baumeister

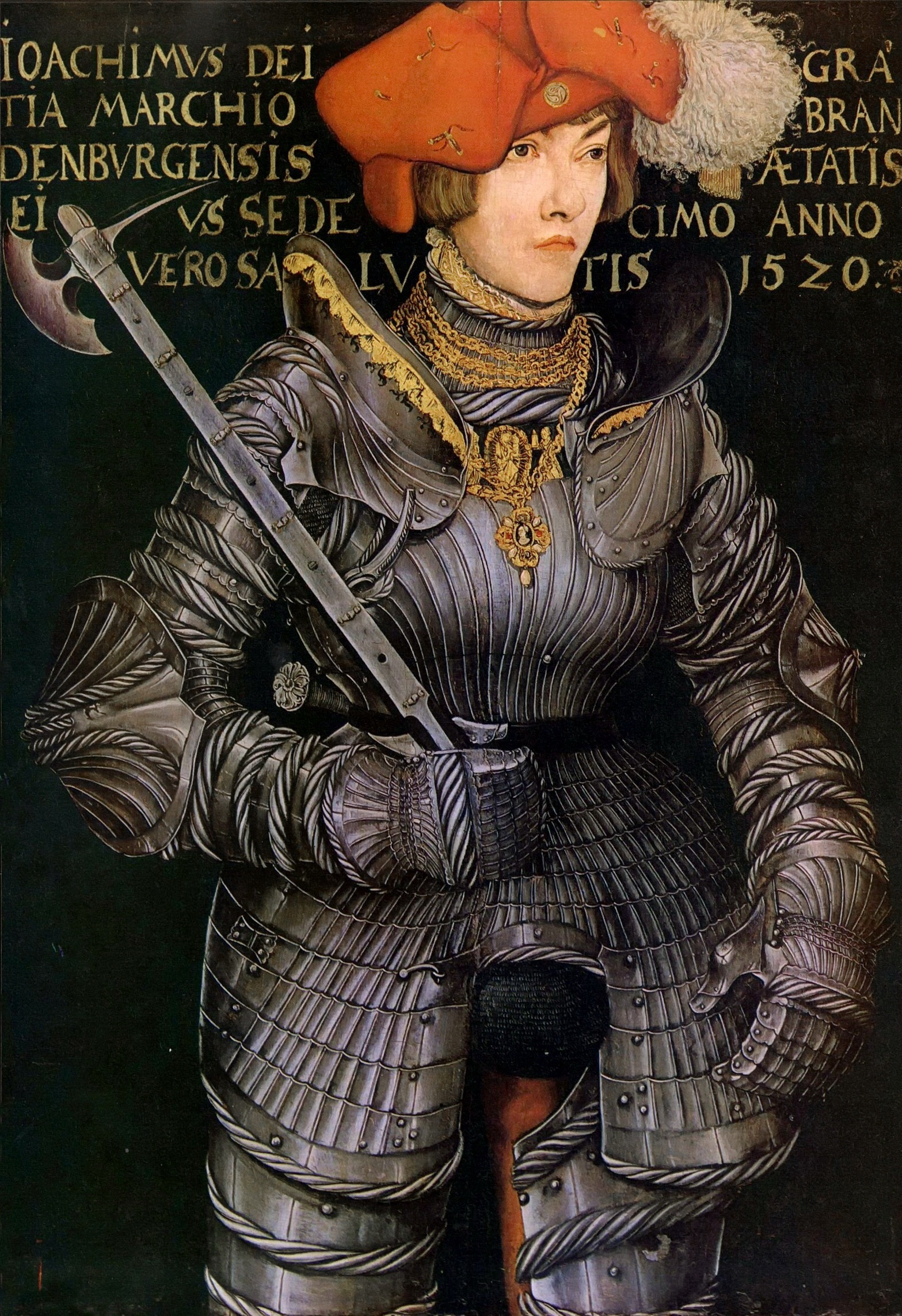
Gemälde Kurprinz Joachim II. von Brandenburg
Lucas Cranach d. Ä., um 1520

In der Regierungszeit Joachims II. hielt die Renaissancearchitektur auch in der Mark Brandenburg Einzug. Anregung für die Gestaltung seiner Bauten erhielt er unter anderem bei seinem Vetter, dem sächsischen Kurfürsten Johann Friedrich I., der 1533 durch den Baumeister Konrad Krebs das Schloss Hartenfels in Torgau errichten ließ. Nach dessen Plänen und in Anlehnung an das Torgauer Vorbild entstand ab 1538 das kurmärkische Residenzschloss in Cölln an der Spree. Mit dem sächsischen Baumeister Krebs kam auch Caspar Theiss nach Brandenburg, der mit der Bauleitung beauftragt wurde. Über seine Herkunft ist wenig bekannt. Ihm werden zahlreiche Renaissancebauten in der Mark zugeschrieben, bei deren Planung und Leitung er mitgewirkt haben soll. Im Eingangsraum des Jagdschlosses findet sich sein Name auf einer Steinplatte über der Kellertür. Die Steinlettern sind stellenweise zerstört, sodass die in Majuskeln verfasste Inschrift nicht mehr vollständig entziffert werden kann:

„CASPER THEYS WAS SAL DI KLEINE FLAS / DI CONCZ BVNTSCHVG HOT IN DER TAS / DISER WILKVM MVS ZU VOR HERAVS / SVNST WVRT EIN SOLCHGER LERMAN TRAVS“

Auf dem darüber angebrachten Zecherrelief, wird der Willkommenstrunk gereicht. Der Inschrift zufolge zeigen die Abbildungen Caspar Theiss und den Bauschreiber Kunz Buntschuh. Über die dritte Person gibt es in der Literatur verschiedene Angaben. Es werden Kurfürst Joachim II. ein Edelmann oder ein kurfürstlicher Beamter und der Bildhauer Hans Schenck, genannt Scheutzlich, vermutet.
Ob Caspar Theiss der Baumeister des Schlosses Grunewald war, lässt sich durch das Steinrelief nicht klären, da nicht sicher ist, ob es schon in der Erbauungszeit des Schlosses an dieser Stelle seinen Platz fand. Zweifel daran geben der 1705 erneuerte Türrahmen, der unter der Textplatte liegt und die leicht verschobene, nicht vertikal übereinander hängende Platte und das Relief. Auch gibt es keine Dokumente die eine sichere Auskunft über den Baumeister geben könnten. Durch seinen Bekanntheitsgrad und federführende Mitwirkung an zahlreichen Bauprojekten unter Joachim II., liegt die Vermutung nahe, dass Theiss das Jagdschloss Grunewald ebenfalls architektonisch gestaltete.

## Der Umbau unter FriedrichI.

### Aufstockung und Veränderung der Dachzone

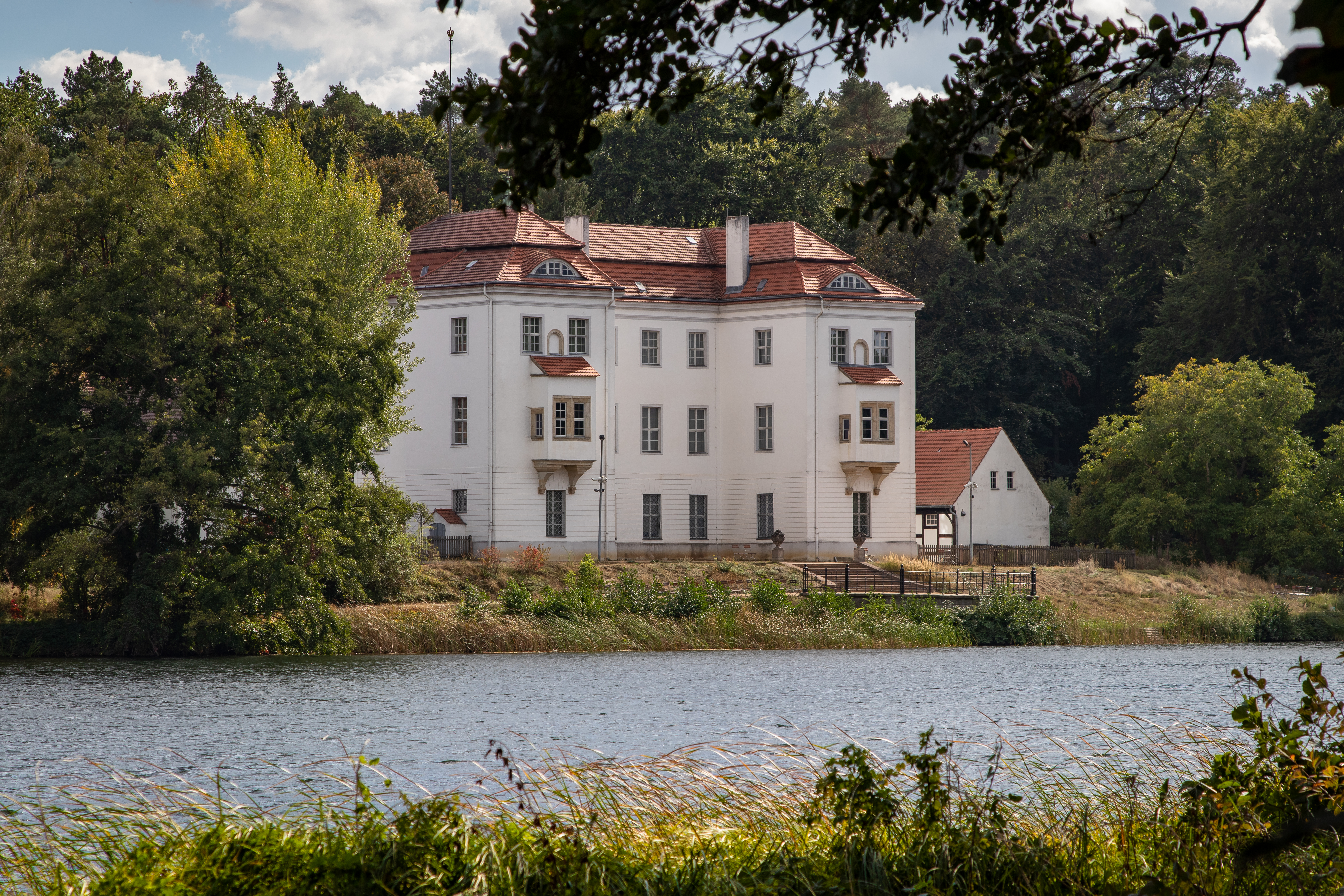
Seeseite des Jagdschlosses im Nordwesten, 2018

Außer den Eckflügeln, die unter Kurfürst Johann Georg an das Haupthaus angesetzt wurden, sind keine größeren Umbaumaßnahmen durch die Nachfolger Joachims II. bekannt. Durch die gefundenen Bauakten sind Reparaturarbeiten erst unter dem Großen Kurfürsten Friedrich Wilhelm wieder nachweisbar. Er gab 1669 Order, „das grünewaldtsche Jagdthaus alß welches zimblich eingegangen und baufällig worden, repariren undt wieder anfertigen laßen [zu] wollen.“ Die immer wiederkehrenden Bauerhaltungsmaßnahmen setzten sich bis in die Kurfürstenzeit seines Sohnes Friedrich III. fort.

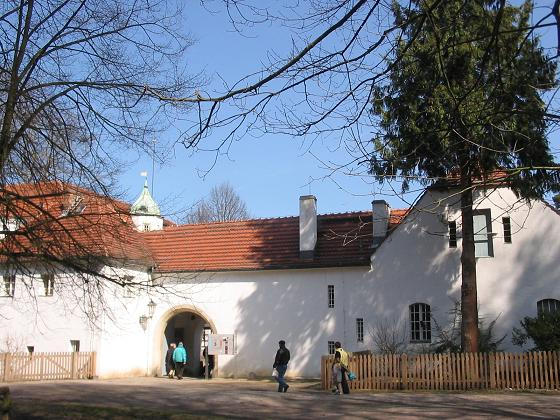
Außenansicht des Eingangsbereichs im Südwesten, 2005

Der in diesen Jahren als Hofbaumeister in kurfürstlichen Diensten stehende Johann Arnold Nering starb 1695. Sein Nachfolger Martin Grünberg erhielt von dem nun seit 1701 als erster König in Preußen regierenden Friedrich I. den Auftrag zur Ausführung größerer Reparatur- und Modernisierungsarbeiten, denn das „Königl. Jagthaus undt darbey stehenden Gebäuden [haben] eine HauptReparation höchst nöthig.“ Den Bauakten zufolge fehlte zu dieser Zeit auch das Inventar, was darauf schließen lässt, dass das Haus in den ganzen Jahren nicht genutzt wurde.
Neben Umbauarbeiten im Innern erfolgte 1705 eine Veränderung der reich gegliederten Dachzone. Die Satteldächer der Eckflügel und des Haupthauses mit seinen Zwerchhäusern und Dachgauben wichen einem diese Gebäudeteile überdeckenden Mansardwalmdach mit Giebelgauben an den Längsseiten zur Belichtung der Dachräume. Zuvor wurde das Haupthaus und der Treppenturm an der Vorderfront aufgestockt und den dreigeschossigen Eckflügeln angepasst. Der vorspringende Eingangsbau blieb erhalten, jedoch die beidseitig angrenzenden Nebenbauten abgerissen. Nach dem teilweisen Einbau neuer Fenster und Reparaturen an den Außenfassaden war der Umbau 1708 abgeschlossen. Dieses äußere Bild des Gebäudes hat sich bis heute weitgehend erhalten. Lediglich die Dachansicht änderte sich in den 1820er Jahren, als die Giebelgauben bei erneuten Dachreparaturen durch Fledermausgauben ersetzt wurden.
Die Leitung der Bauarbeiten übernahm bereits zwei Jahre zuvor Johann Heinrich Behr als Nachfolger des 1706 verstorbenen Martin Grünberg. Er ließ 1709 den mit Dachteilen und Bauschutt gefüllten Wassergraben zuschütten und mit Gras bepflanzen, den Hof pflastern sowie drei Lust- und Angelhäuschen am See errichten.

### Die Innenräume vor und nach dem Umbau

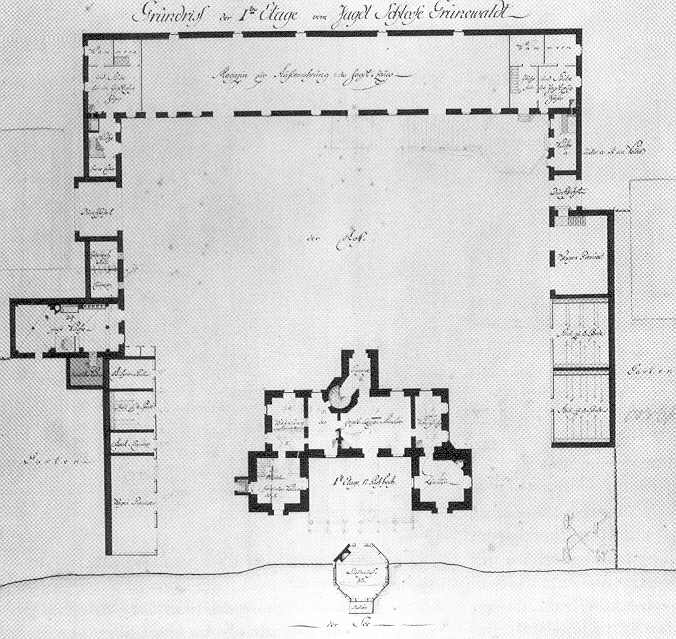
Grundriss der Schlossanlage um 1790

Die Modernisierungsmaßnahmen betrafen vor allem die Innenräume. Einfache Stuckdecken wurden eingezogen, Kamine und Kachelöfen zur Beheizung der Wohnräume gemauert sowie Fußböden, Fenster und Türen erneuert. Eine für die Raumaufteilung in Schlössern aus der Erbauungszeit ungewöhnliche Lage ist die Große Hofstube im Erdgeschoss, da sich die Festsäle in der Regel im Obergeschoss befanden. Während des Umbaus wurde der größte Raum des Hauses durch eine Trennwand in zwei Zimmer geteilt. In den 1970er Jahren konnte der Saal in seinen ursprünglichen Zustand versetzt werden und ist so der einzige Raum des Schlosses, der in etwa den Renaissancestil vermittelt. Durch Abbruch der Trennwand wurde eine ebenfalls den Raum teilende Doppelarkade mit einer Säule freigelegt. Die 1705 eingezogene Stuckdecke verbarg die durch schwarz-weiße Deckenbemalung in Feldern gegliederte Kassettendeckenimitation. Auch der Fußboden aus ursprünglich roten Ziegelplatten konnte wiederhergestellt werden.

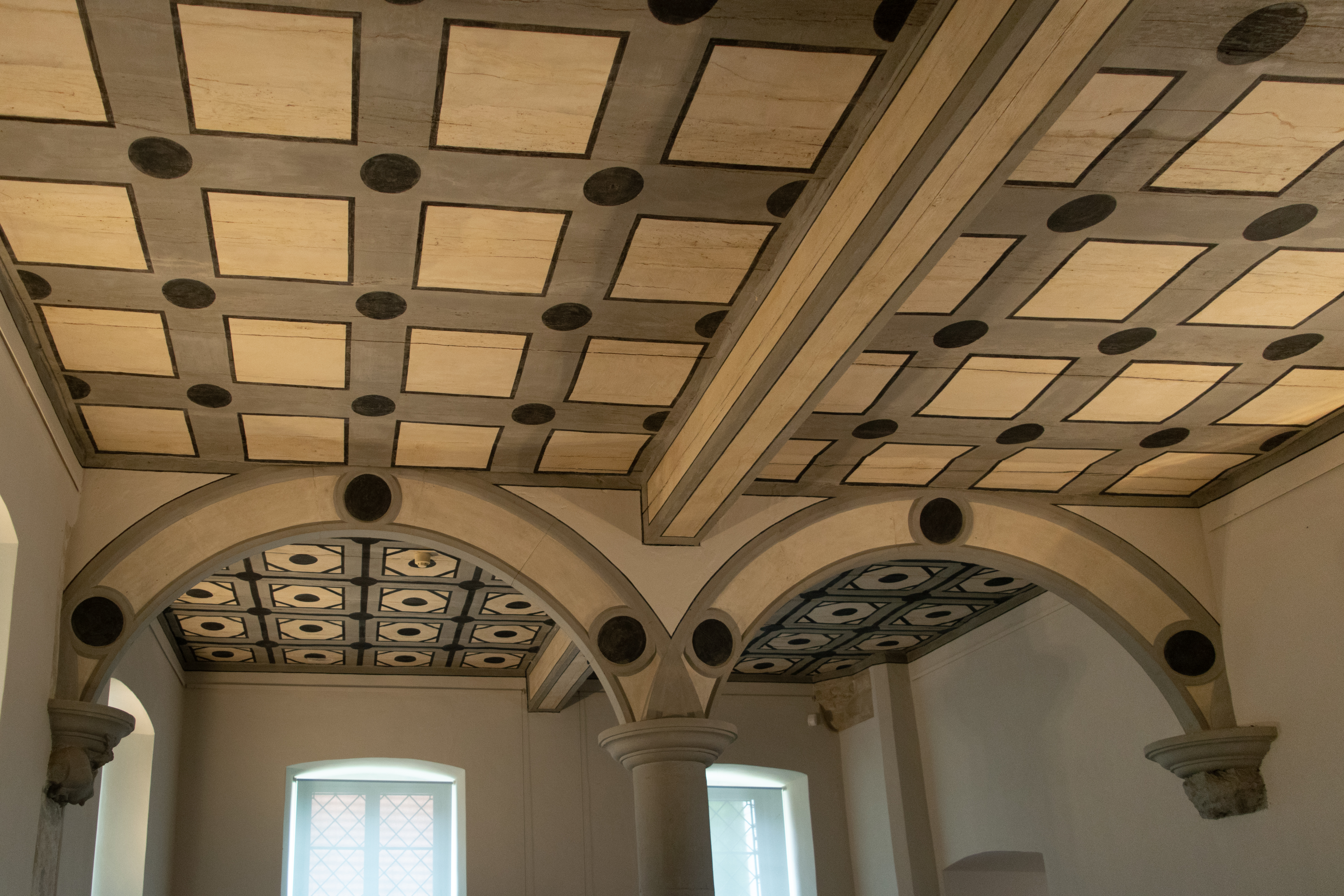
Große Hofstube

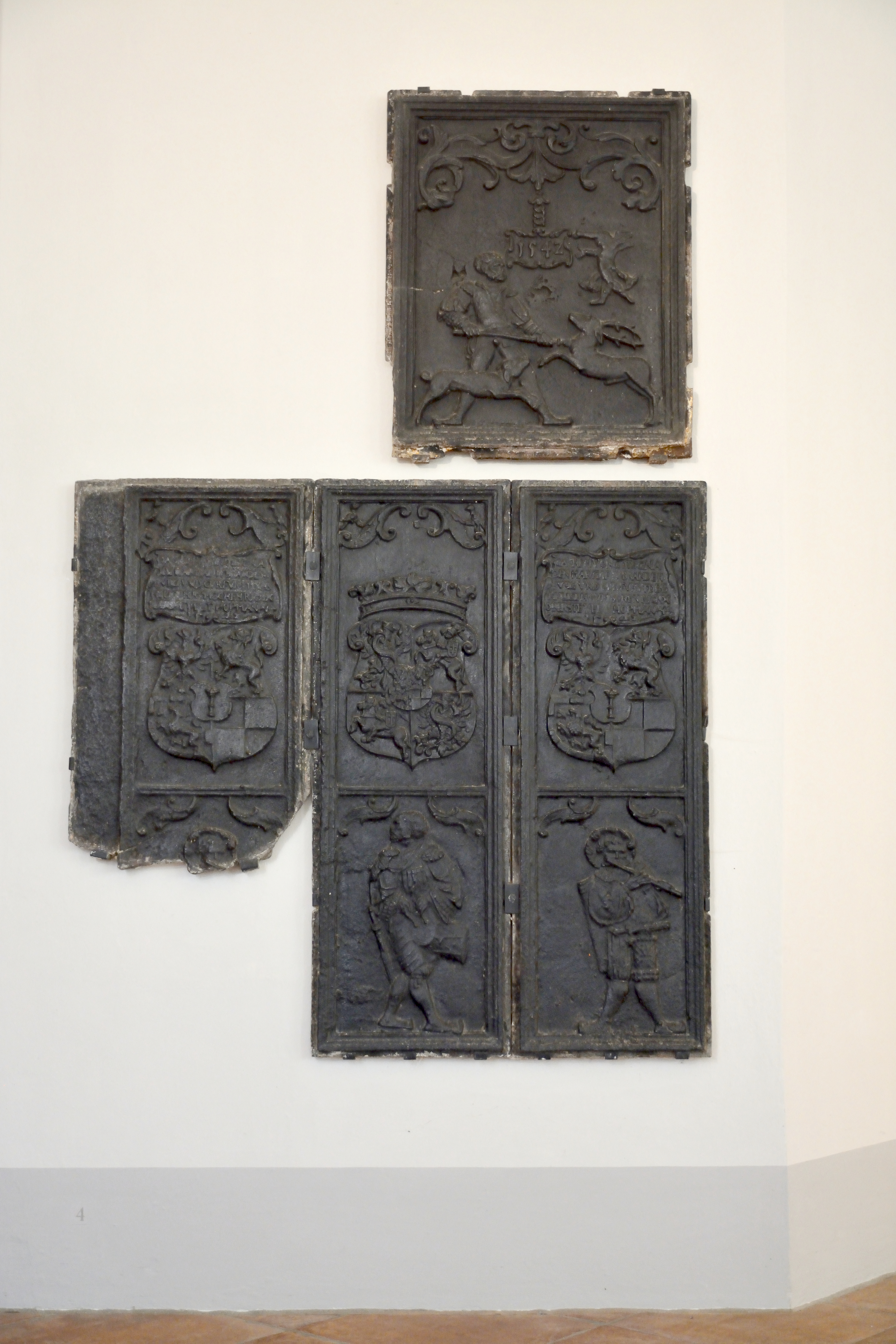
Ofenplatten eines eisernen Kastenofens von 1542

Beheizt wurde die Hofstube ursprünglich durch einen großen Kastenofen, von dessen Eisengussplatten nur vier erhalten blieben. Sie sind der einzige Rest der Innenausstattung aus der Gründungszeit des Schlosses Grunewald. Nach dem Renaissanceplan befand sich ein zweiter, etwas kleinerer Kastenofen in einem Raum auf der Ostseite des Gebäudes. Sie wurden beide während des Umbaus 1705 durch Kachelöfen ersetzt. Die schmalen, länglich in den Raum reichenden Kastenöfen standen mit einer Seite bündig an der Wand und ließen sich von einer Nebenkammer aus beheizen. Diese vom Ofentypus sogenannten Hinterlader waren teure Luxusartikel. Sie zeigen, welchen Stellenwert Joachim II. dem Jagdschloss beimaß, das sicherlich in seiner Zeit repräsentativ ausgestattet war, zumal der Kurfürst als einer der größten Kunstförderer unter den Hohenzollern gilt.
Über die Nutzung der beiden Räume in den Eckflügeln zur Zeit Joachims II. gibt es keine verlässlichen Angaben. Die zwei Zimmer und der beheizbare Raum auf der Ostseite des Hauses erhielten jedoch zusätzliche Ausstattungen durch Toilettenanlagen, sogenannte Priveter und waren deshalb sicher nicht ohne Bedeutung. Diese an der Außenwand des Hauses über dem Wassergraben angebrachten Aborterker, die von den Räumen durch schmale Türöffnungen erreichbar waren, sind bei den Umbauarbeiten 1705 entfernt worden. Die zugemauerten Wandflächen der ehemals 50 cm breiten Türöffnungen kamen 1963 bei einer Neuverputzung des Hauses wieder zum Vorschein.
Nach dem Umbau 1708 bekam der Hegemeister die Räume im östlichen Bereich zugewiesen. Zu den königlichen Gemächern gehörte die geteilte Hofstube und der Raum im westlichen Eckflügel, den Friedrich I. als Schlafzimmer nutzte. Die im ganzen Schloss am aufwendigsten gestaltete Stuckdecke, hat ovale und polygonale Kassettenfelder und ist reich geschmückt mit Muscheln und Blattwerk. Das Mobiliar des 18. Jahrhunderts ist nicht mehr vorhanden.
Zur Zeit Joachims II. lagen die Privatgemächer des Kurfürstenpaares im ersten Obergeschoss, das über den Wendelstein an der Vorderfront erreichbar war. Wohn- und Schlafraum der Kurfürstin befanden sich im östlichen Teil des Hauses, die Zimmer des Kurfürsten im Westen. Ein größerer Raum in der Mitte, der über einem Teil der Hofstube lag, diente wahrscheinlich als gemeinsames Speisezimmer. An diesem Raum und den Erkerzimmern wurden 1705 ebenfalls die Priveter abgebrochen. Bis heute erhalten sind die Erker an den Eckflügeln, die vier Stufen höher liegen als der Raumfußboden. Unter Friedrich I. dienten die Räume im ersten Obergeschoss ab 1708 zur Unterbringung der Jagdgäste und wurden laut einer Inventarliste von 1710 teilweise mit Schlafzimmermöbeln ausgestattet.
Vor der Aufstockung des Gebäudes befand sich im Bereich des zweiten Obergeschosses ein großer Dachboden mit zwei Räumen im obersten Teil der dreigeschossigen Eckflügel. Das Zimmer im Westturm gehörte zu den Privatgemächern des Kurfürsten Johann Georg und konnte vom darunter liegenden Erkerzimmer separat über eine kleine, heute noch vorhandene Wendeltreppe erreicht werden. Die Zugangstüren zur Treppe im ersten und zweiten Obergeschoss, mit ihren halbkreisförmigen Abschlüssen, stammen noch aus der Renaissance. Eine dritte Tür aus dieser Zeit ist am Zugang zu einem im Eingangsbau liegenden Zimmer, das vom ersten Obergeschoss erreicht werden kann.
In der Inventarliste wurde die eher bescheidene Möblierung des Jagdschlosses Grunewald von nur neun Zimmern aufgeführt, obwohl die Anzahl der Räume in dem dreigeschossigen Gebäude viel höher lag. Das lässt vermuten, dass das zweite Obergeschoss noch nicht ausgestattet war. Da nur das Eigentum des Königs inventarisiert wurde, finden natürlich auch die Wohnräume des Hegemeisters keine Erwähnung.

## Die Nutzung des Jagdschlosses Grunewald

### Jagdleidenschaft und Anna Sydow (16.Jahrhundert)

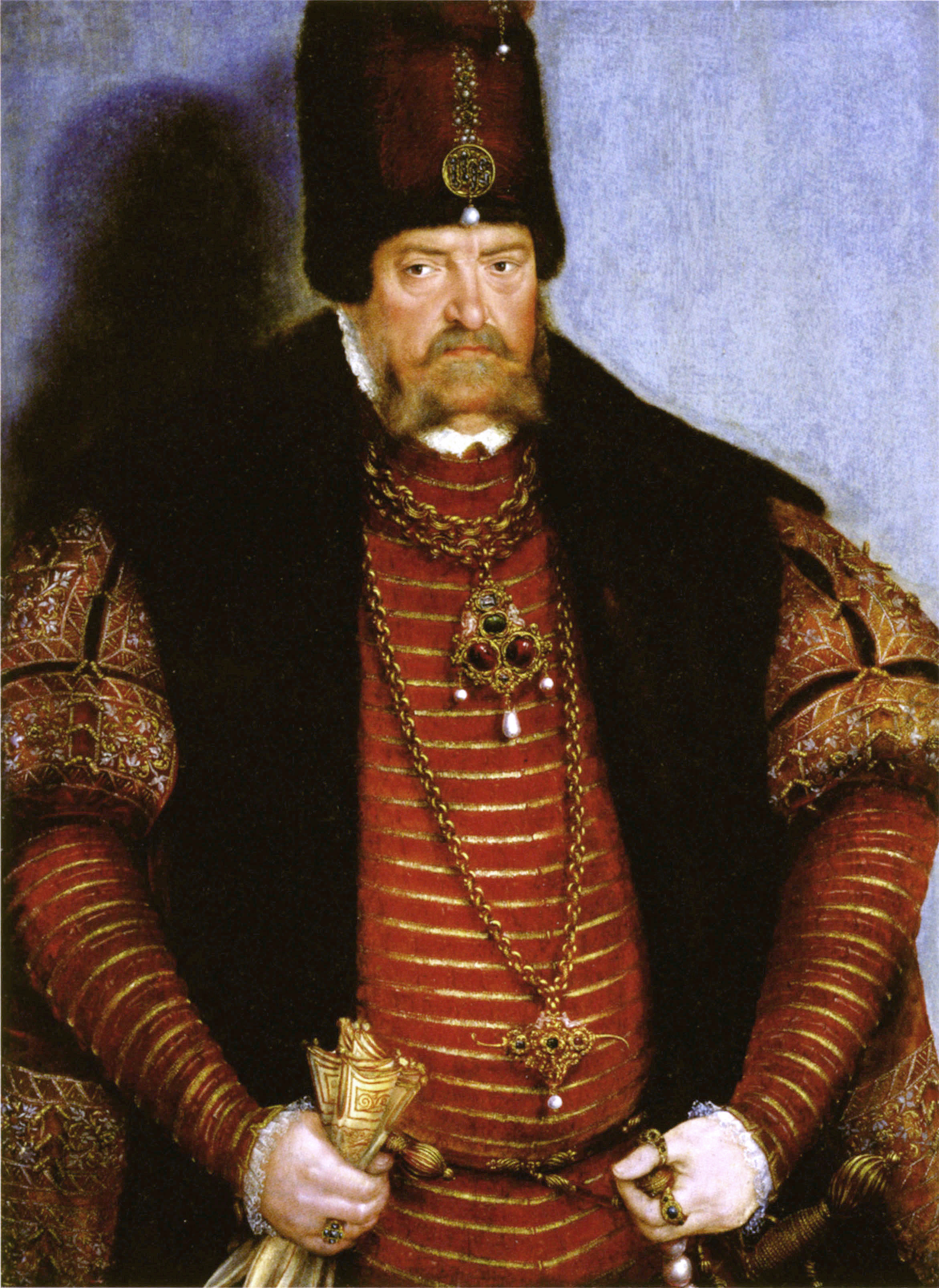
Gemälde Kurfürst Joachim II. von Brandenburg, Lucas Cranach d. J., um 1570

Joachim II. war ein passionierter Jäger, der seine Jagdschlösser oft nutzte. Für seine Jagdleidenschaft erhielt er mehrfach Tadel von seinen Landständen, die ihm vorwarfen „stets im holze [zu] ligen und der jagdt [zu] gewarten“, jedoch wenig Zeit für die Regierungsgeschäfte aufbringe. Aber nicht nur die Landesherren suchten Zerstreuung in der Jagd. Für die gesamte Hofgesellschaft waren die Jagdveranstaltungen vor allem Vergnügen und Zeitvertreib. Glanzvolle Feste machten sie zu einem gesellschaftlichen Ereignis. Zur Unterbringung der Gäste entstanden Jagdschlösser in den Revieren der Fürsten.
Das Jagdschloss Grunewald war in der Zeit Joachims II. nicht nur Aufenthaltsort bei mehrtägigen Jagdveranstaltungen, sondern zwei Jahrzehnte auch ständiger Wohnsitz seiner Mätresse Anna Sydow, im Volksmund die schöne Gießerin genannt und Frau des Vorstehers der kurfürstlichen Gießhütte in Grimnitz. Um sie rankte sich nach ihrem Tod folgende Geschichte, die sie im Volksglauben zur Spukgestalt des Schlosses Grunewald machte.
Um der Eintönigkeit des Hoflebens zu entgehen, nahm auch die zweite Gemahlin des Kurfürsten – Hedwig von Polen, Tochter des polnischen Königs Sigismund I. – mit ihrem Gefolge an den Jagdvergnügungen teil. Bei einem Aufenthalt in Grimnitz im Jahr 1551 brach der morsche Fußboden unter dem Kurfürstenpaar weg. Joachim II. blieb zwischen den Balken hängen und verletzte sich nicht. Die Kurfürstin stürzte jedoch in die Tiefe, brach sich einen Schenkel und spießte sich an den aufgehängten Geweihen im darunter liegenden Raum auf. Danach konnte sie nur noch an Krücken laufen. Den für Joachim II. nicht mehr vorzeigbaren körperlichen Zustand seiner Gemahlin nahm er zum Anlass, eine Verbindung mit Anna Sydow einzugehen. Mit ihr zeigte er sich nun in der Öffentlichkeit und verbrachte in ihrer Gesellschaft und mit dem gemeinsamen Kind oft viele Tage im Jagdschloss Grunewald. Nach Joachims Tod im Jahre 1571 kam Anna Sydow auf Anordnung seines Sohnes Kurfürst Johann Georg auf die Festung Spandau, wo sie 1575 verstarb. Im Volk festigte sich jedoch der Aberglaube, die Unglückliche sei in der Wand der kleinen Wendeltreppe im westlichen Eckflügel lebendig eingemauert worden und spuke seitdem um Mitternacht im Schloss herum.

### Nachlassendes Interesse am Jagdschloss (17. und 18.Jahrhundert)

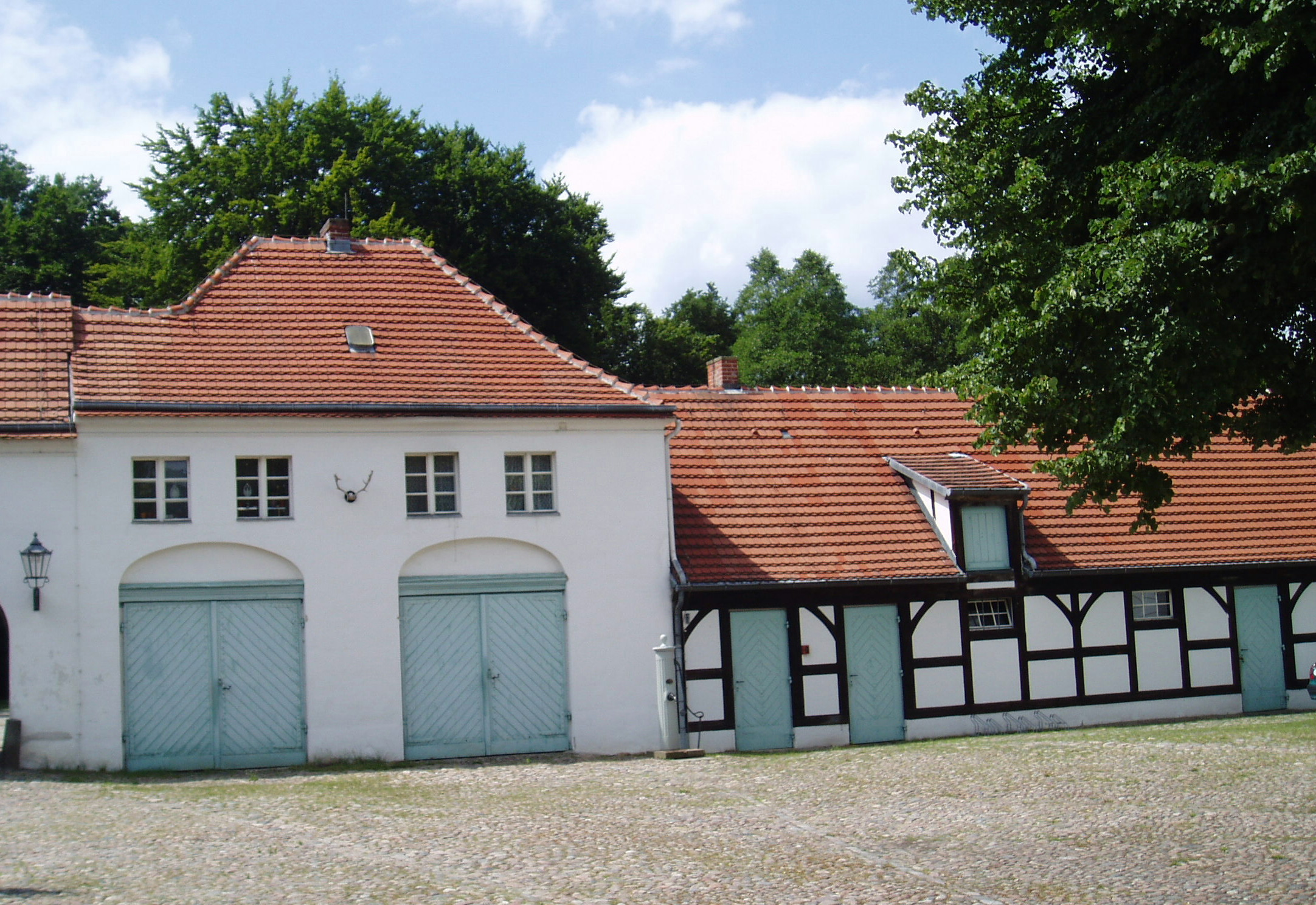
Wirtschaftsgebäude auf der Westseite

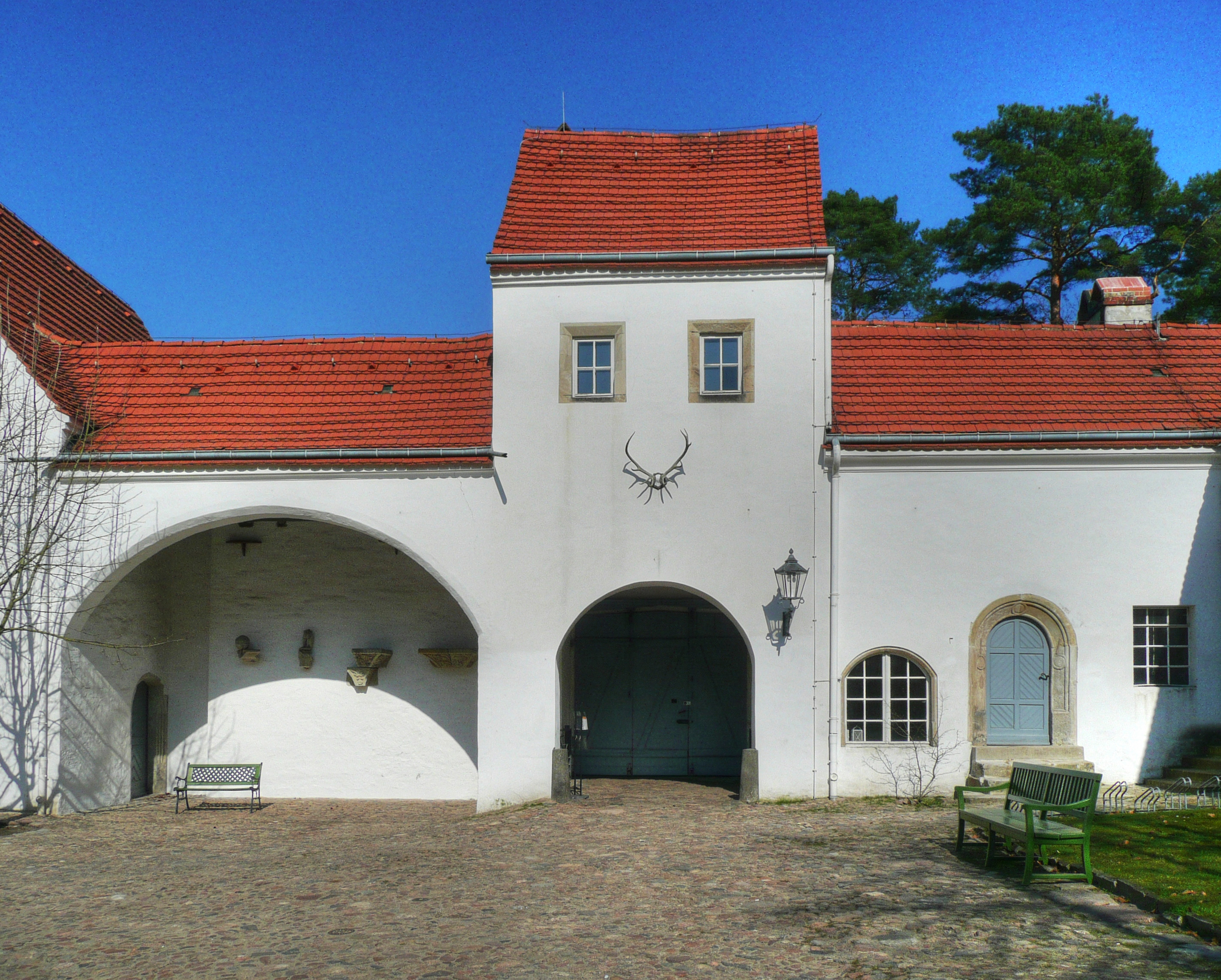
Östlicher Torbau (von innen)

Das Jagdschloss Grunewald wurde über viele Jahrzehnte vernachlässigt und somit von den brandenburgischen Kurfürsten nicht oder kaum genutzt. Durch die unter dem Großen Kurfürsten Friedrich Wilhelm erfolgten Reparaturen war das Gebäude zwar wieder benutzbar, jedoch ließ er sich nur wenige Kilometer südwestlich von Grunewald entfernt, nahe seiner Residenz Potsdam 1683 mit Klein-Glienicke ein neues Jagdschloss errichten.
Auch für seinen Sohn Friedrich I. spielte das Jagdschloss Grunewald nur eine untergeordnete Rolle. Die andauernden Schadensmeldungen führten trotzdem zur Anordnung der Modernisierungsmaßnahmen. Auch die Nebengebäude erfuhren eine Veränderung. Der ursprünglich zum ehemaligen Wassergraben hin offene Stallbau auf der Westseite des Haupthauses wurde durch ein zweigeschossiges Gebäude ersetzt. Im Erdgeschoss entstand Raum zur Unterbringung der Kutschen, im Obergeschoss erhielt der Kastellan eine Wohnung. Daran schloss sich zum See hin ein Pferdestall in Fachwerkbauweise an. Im Nordosten wurde die Arkade zwischen dem Eingangstor und der Küche vermauert und vor der Mauer im Südosten entstanden neue Stallungen.
Wie viele seiner Vorgänger war auch der Soldatenkönig Friedrich Wilhelm I. ein passionierter Jäger. Er hat häufig im Grunewald gejagt, das Schloss aber nie für längere Aufenthalte genutzt. Für seine exzessiven Jagden favorisierte er das Waldgebiet um Königs Wusterhausen, dessen Herrschaft und Burg er schon als Zehnjähriger von seinem Vater Friedrich I. geschenkt bekam sowie eine Bauernheide südöstlich seiner Residenz Potsdam, die er zwischen 1725 und 1729 für die Ausrichtung von Parforcejagden erschließen ließ – der seitdem sogenannten Parforceheide. Im Mittelpunkt der Anlage entstand 1730 das Jagdschloss Stern. Bereits 1734 wurden erneute Schäden am Dach des Haupthauses in Grunewald und baufällige Angelhäuschen gemeldet. Seit 1734 wird in den Unterlagen die Bezeichnung „Schloss“ verwendet.

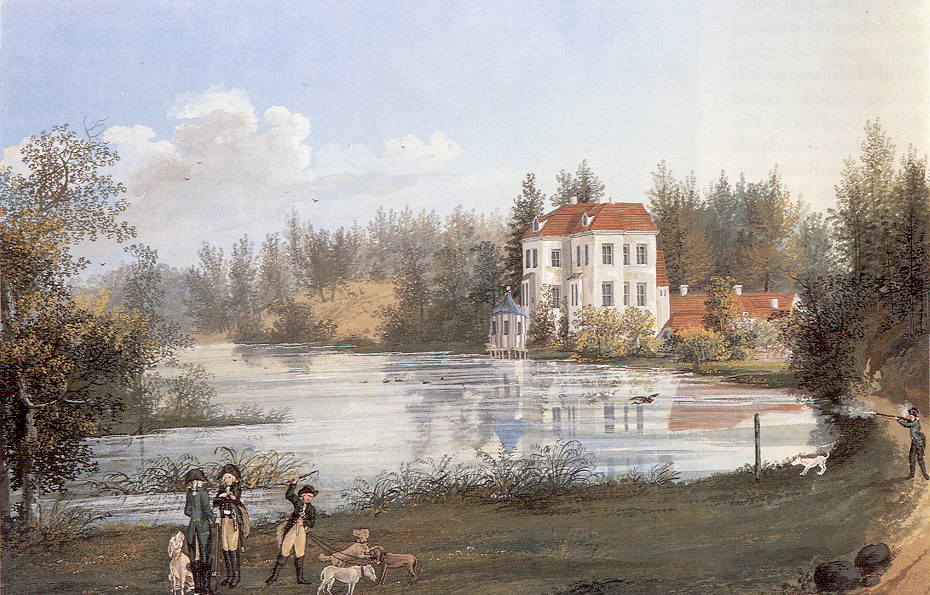
Jagdschloss Grunewald
Johann Friedrich Nagel, 1788

Mit dem Regierungsantritt Friedrichs des Großen 1740 verlor das Jagdschloss endgültig an Bedeutung. Im Gegensatz zu seinen Vorfahren – die Ausnahme bildete Johann Sigismund – lehnte er die Jagd als Zeitvertreib ab. In der Schrift Antimachiavell, in der er schon in der Kronprinzenzeit seine Gedanken über die Aufgaben und Ziele fürstlicher Machtausübung niederschrieb, bezeichnete er sie als „eine von den sinnlichen Ergötzlichkeiten, die den Leib sehr bewegen, und den Verstand nicht verbessern“. Am 22. Juni 1765 gab Friedrich der Große Order, das Jagdzeug des Berliner Jägerhofes auf dem Friedrichswerder in einem Nebengebäude des Jagdschlosses Grunewald zu lagern. Um das Berliner Inventar aufnehmen zu können, musste ein Stall im Süden des Hofes nach beiden Seiten, „von 207 Fuß“ (rund 65 m) auf eine „Gesamtlänge von 535 Fuß“ (rund 168 m) vergrößert werden. In dem neuen Jagdzeugmagazin fand das für die verschiedenen Jagdarten erforderliche Gerät Platz, jedoch nicht die Waffen, die in Rüst- und Waffenkammern untergebracht wurden.
Wie Friedrich der Große fand auch sein Neffe und Nachfolger Friedrich Wilhelm II. kein Interesse an der Jagd. Für gelegentliche Aufenthalte ließ er im Jagdschloss drei Räume im ersten Obergeschoss möblieren. In seinem Auftrag entstand 1788 durch Johann Friedrich Nagel ein Gemälde mit der Schlossansicht von Nordosten und nur noch einem erhaltenen Angelhäuschen am Grunewaldsee, das um 1903 ebenfalls abgebrochen wurde. Es ist das älteste Bilddokument des Jagdschlosses.

### Wiederbelebung und Hubertusjagd (19. Jahrhundert)
Friedrich Wilhelm III., seit 1797 auf dem preußischen Thron, nutzte das Jagdschloss ebenfalls nur für gelegentliche Aufenthalte. Auch er fand kein Vergnügen an der Jagd. In seiner Regierungszeit wurde Grunewald im Mai 1814 kurzzeitig zum Anziehungspunkt der Berliner Bevölkerung. Während der Napoleonischen Kriege ließ der französische Kaiser die Quadriga des Brandenburger Tores im Dezember 1806 als Beutegut nach Paris bringen. Nach der Schlacht um Paris Ende März 1814 und der Niederlage Napoleons konnte sie wieder nach Preußen zurückgeholt werden. In Kisten verpackt stand das Werk des Bildhauers Johann Gottfried Schadow vor dem Weitertransport nach Berlin für einige Tage in Grunewald.

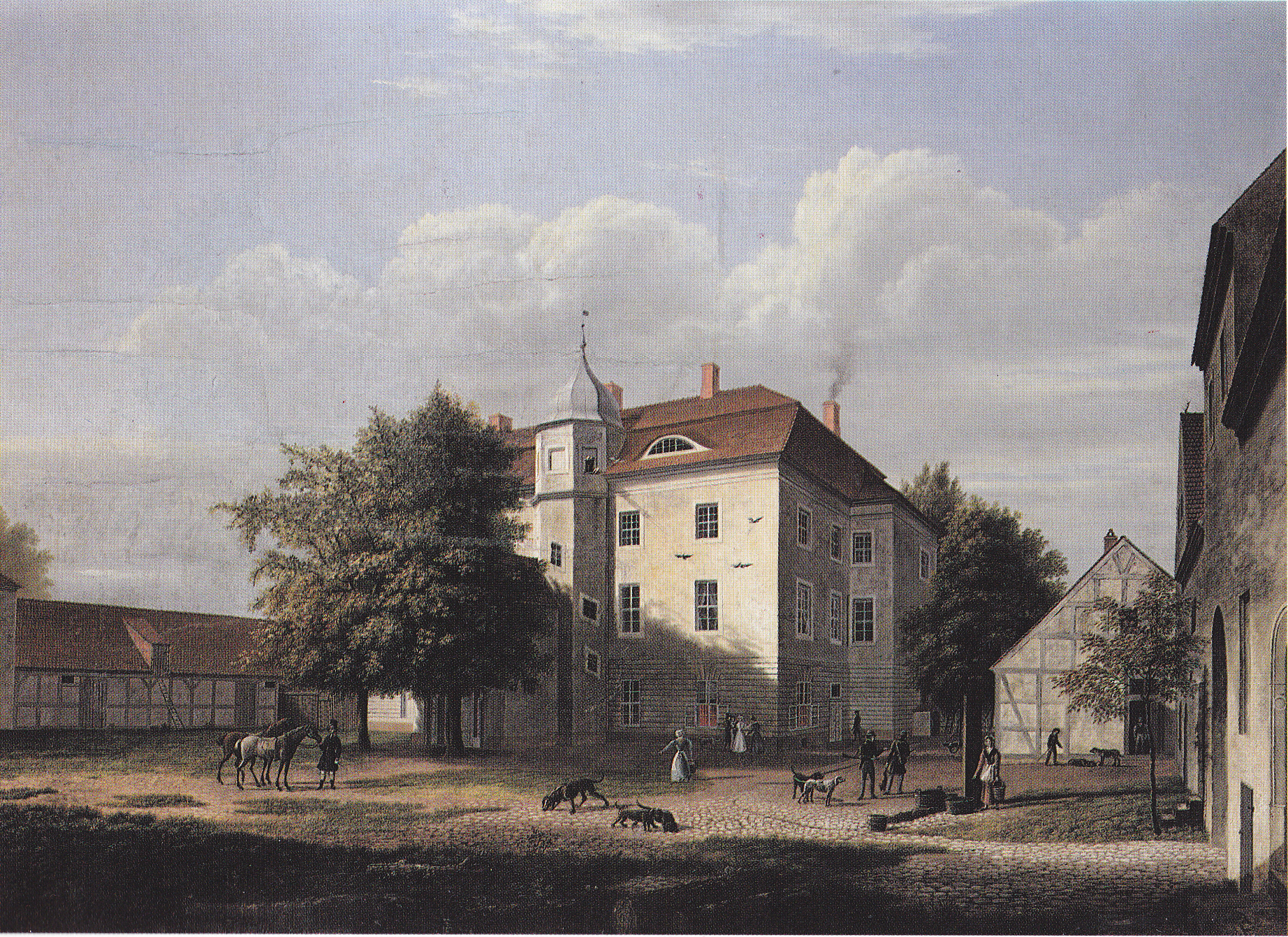
Jagdschloss Grunewald. Ansicht von Südosten.
Wilhelm Barth, 1832

In den Bauakten des Königlichen Hofmarschallamtes finden sich weiterhin Aufzeichnungen verschiedener Reparaturarbeiten, die sich in den 1820er Jahren häuften und in dieser Zeit zu einer Neueindeckung des Haupthauses führten, wobei die Dachgauben aus dem Umbau von 1705 entfernt und durch fünf Fledermausgauben ersetzt wurden.
In den 1820er Jahren wuchs auch wieder das Interesse an dem Jagdgebiet im Grunewald. Durch die Söhne Friedrich Wilhelms III., die Prinzen Friedrich Wilhelm, Wilhelm und vor allem auf Betreiben Carls, kam es am 8. Februar 1828 zu einer Neubelebung der Parforcejagd, auch Rote Jagd genannt. Bis zur Aufgabe des Reviers Anfang des 20. Jahrhunderts fanden nun regelmäßig Jagdveranstaltungen statt. Der jährlichen Hubertusjagd am 3. November kam dabei besondere Bedeutung zu. An ihr nahmen Staatsgäste teil, wie 1864 der russische Zar Alexander II. aus dem Hause Romanow. In Grunewald konnte unter dem seit 1861 regierenden Wilhelm I. 1863 die tausendste Parforcejagd gefeiert werden. Von den 2000 zwischen 1828 und 1897 in den verschiedenen Revieren um Berlin vom Hof abgehaltenen Parforcejagden wurden allein 638 im Grunewald durchgeführt. Das Jagdschloss war inzwischen wieder mit Möbeln und Gebrauchsgegenständen ausgestattet worden.
Im Januar 1891 begann die Kotze-Affäre, einer der größten Sexskandale im Deutschen Reich unter Kaiser Wilhelm II. Im Jagdschloss hatten 15 Damen und Herren der adligen Hofgesellschaft eine Orgie gefeiert und dies wurde landesweit bekannt.

### Museale Nutzung des Jagdschlosses (seit dem 20. Jahrhundert)
Bereits Mitte des 19. Jahrhunderts entdeckten die Berliner den Grunewald und die Seenkette – den Hundekehle-, Grunewald- und Schlachtensee sowie Krumme Lanke – als Naherholungsgebiet. Zudem verkleinerte sich die Forstfläche des Jagdreviers zunehmend durch das Anwachsen der Stadt Berlin, militärischer Anlagen, Eisenbahntrassen und Straßen, sodass einige Parforcejagden schon Ende des 19. Jahrhunderts in der Parforceheide und dem Jagdschloss Stern abgehalten wurden. In Folge kam es 1907 zur endgültigen Aufgabe des Grunewalds als Hofjagdrevier. Durch den Dauerwaldvertrag von 1915 zwischen dem Zweckverband Groß-Berlin und der preußischen Forstverwaltung wurden schließlich große Teile des Grunewalds als Naherholungsgebiet ausgewiesen.

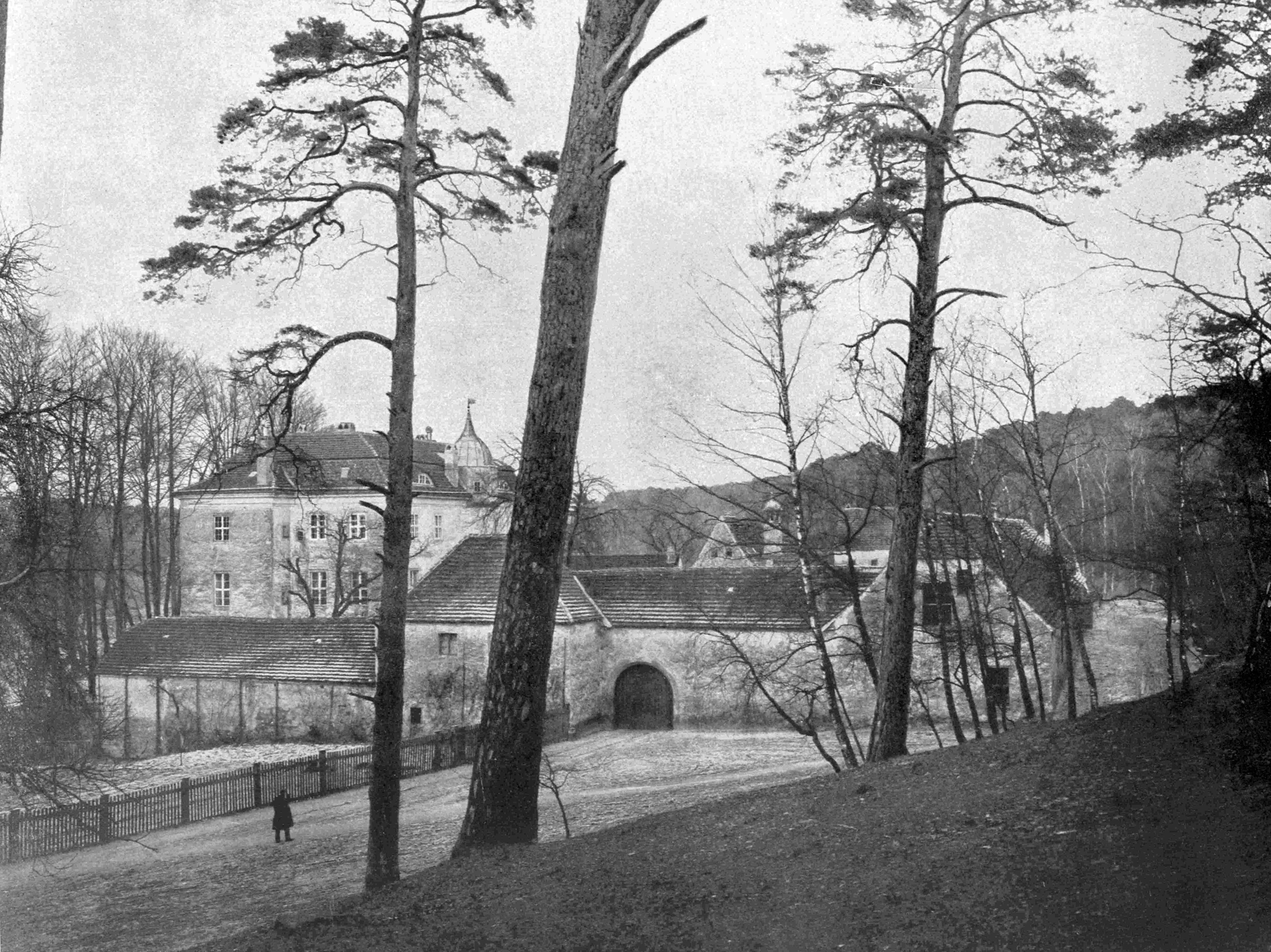
Jagdschloss Grunewald, um 1900

Trotz der Entwicklungen ließ der letzte deutsche Kaiser Wilhelm II. zwischen 1901 und 1908 im Schloss einige zeitgemäße Modernisierungsmaßnahmen durchführen. Neben Dachinstandsetzungen sind Einzelheiten der Renovierung nicht mehr nachweisbar, jedoch kamen Toiletten und Bäder in das Obergeschoss und durch den Abbruch einiger Kachelöfen entdeckte man die vier noch erhaltenen Eisengussplatten der Kastenöfen aus der Renaissance.
Nach dem Ersten Weltkrieg und dem Ende der Monarchie wurden das Vermögen, der Grundbesitz sowie die Immobilien des Hauses Hohenzollern von der neuen Regierung zunächst konfisziert. Nach der Verabschiedung des „Gesetzes über die Vermögensauseinandersetzung zwischen dem Preußischen Staat und den Mitgliedern des vormals regierenden Preußischen Königshauses“, am 26. Oktober 1926, kam das Jagdschloss Grunewald in den Besitz des preußischen Staates und anschließend in die Obhut der 1927 gegründeten preußischen Verwaltung der Staatlichen Schlösser und Gärten.

#### Die Gemäldesammlung

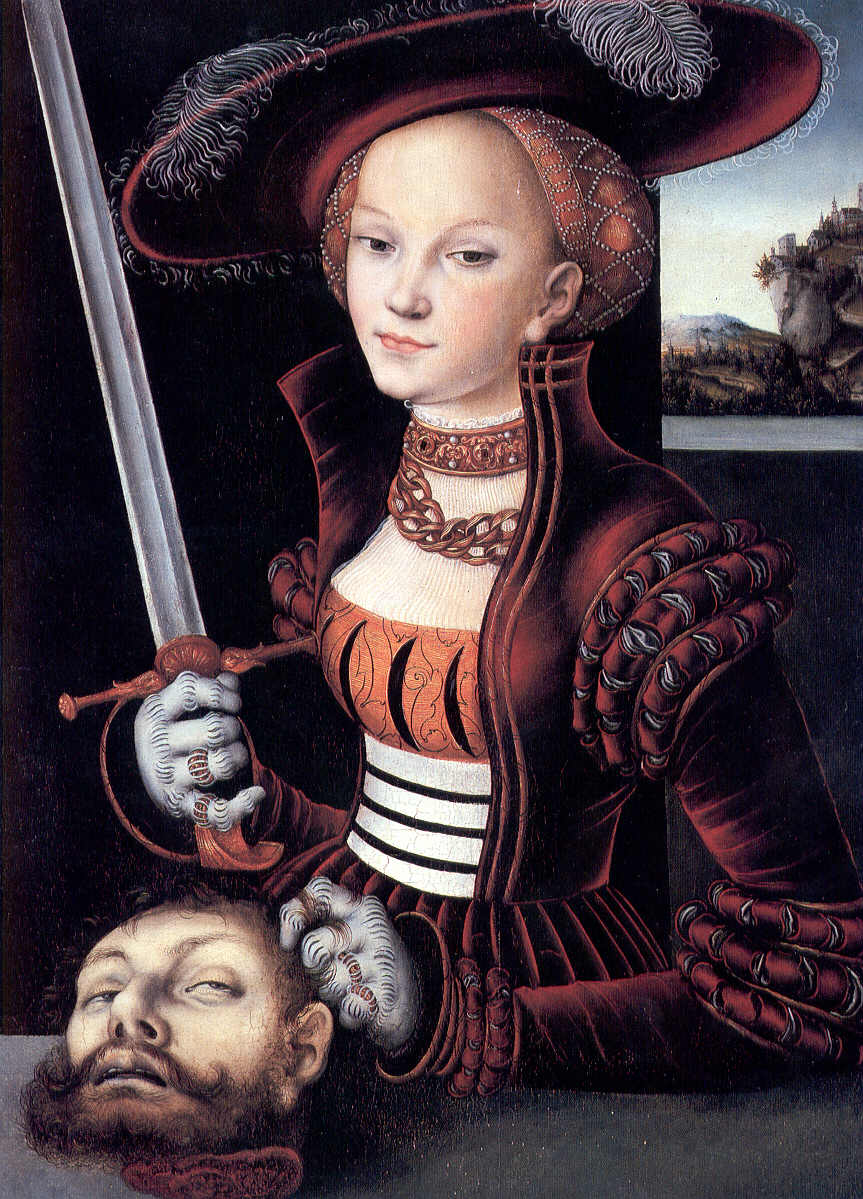
Judith mit dem Haupt des Holofernes von
Lucas Cranach d. Ä.

Im Jahr 1932 richtete die Verwaltung in dem Gebäude ein Museum ein, mit Möbeln des 17.–19. Jahrhunderts sowie Gemälden der deutschen und niederländischen Malerei des 16. und 17. Jahrhunderts. Neben 29 bereits vorhandenen Bildern mit Jagdmotiven kamen weitere 153 Gemälde aus dem Bestand verschiedener Hohenzollernschlösser hinzu.
Während des Zweiten Weltkriegs überstand das Jagdschloss die starken Bombardierungen Berlins unbeschädigt. Durch Kampfhandlungen in den letzten Kriegstagen erhielten einige Kunstwerke jedoch Beschädigungen durch Einschüsse und siebzehn Gemälde fehlten nach Plünderungen durch Angehörige der sowjetischen Besatzungsmacht. Als der südwestliche Berliner Bezirk schließlich infolge des Viermächteabkommens unter amerikanische Verwaltung gestellt wurde, genehmigte das amerikanische Hauptquartier die Wiedereröffnung des Museums, die am 16. Mai 1949 stattfand. Es war damit das erste Berliner Kunstmuseum, das nach dem Krieg für die Öffentlichkeit wieder zugänglich wurde. Durch ausgelagerte Kunstwerke des zerstörten Berliner Schlosses und des Schlosses Monbijou, konnte die Sammlung in Schloss Grunewald noch einmal erweitert werden. Hinzu kamen unter anderem das dreiflügelige Altarbild des frühen 15. Jahrhunderts, aus der 1750 abgebrochenen Stadtkirche in Cadolzburg, einige Gemälde von Lucas Cranach d. Ä., wie Judith mit dem Haupt des Holofernes und das  Porträt des 65-jährigen Joachim II. von Lucas Cranach d. J. Auch gelangten einige Bilder aus dem Beutegut zurück, wie eine vermutlich alte Kopie des Sündenfalls von Jan Gossaert und die Lucretia von Lucas Cranach d. Ä., beide aus dem 16. Jahrhundert. Das 1964 zurückerworbene Genrebild Rauchende Frauen des Leidener Malers Jan Steen befindet sich heute im Schloss Oranienburg. Das ebenfalls wiedererlangte Gemälde Dame mit Papagei des Leidener Malers Willem van Mieris wird seit 2004 im Kabinett am Saal des Schlosses Caputh aufbewahrt.
Nach langjährigen Renovierungsarbeiten ist seit 2011 hier Berlins größte Cranach-Sammlung mit rund 30 Werken zu sehen. Dazu gehören neun von Kurfürst Joachim II. beauftragte großformatige Mitteltafeln eines Passionszyklus von 1537/38 aus der Stiftskirche des ehemaligen Cöllner Dominikanerklosters.
Vorbild hierfür waren die 1519–1525 ebenfalls von Lucas Cranach d. Ä. für seinen Onkel Kardinal Albrecht von Brandenburg für dessen Hallenser Stiftskirche gefertigten 16 Passionsaltäre, von denen nur zwei und einzelne Werke erhalten sind. Weiter umfasst die Sammlung vier großformatige Exemplum-Tafeln mit den Herrschertugenden Mut, Mäßigung, Gerechtigkeit und Weisheit, die 1540/1545 vermutlich für einen Saal im Stechbahnflügel des Köllner Schlosses entstanden. Daneben wird auch deutsche und niederländische Malerei des 15. und 16. Jahrhunderts gezeigt, die das preußische Königshaus Anfang des 19. Jahrhunderts zum großen Teil aus der Sammlung des englischen Kaufmanns Edward Solly erwarb. Zur Dauerausstellung gehören außerdem Porträtgemälde brandenburg-preußischer Herrscher und Mitglieder aus deren Familien, Gemälde und Ausstattungsgegenstände mit Jagdmotiven sowie verschiedene Arten der Präsentation von Jagdtrophäen.

#### Das Jagdmuseum

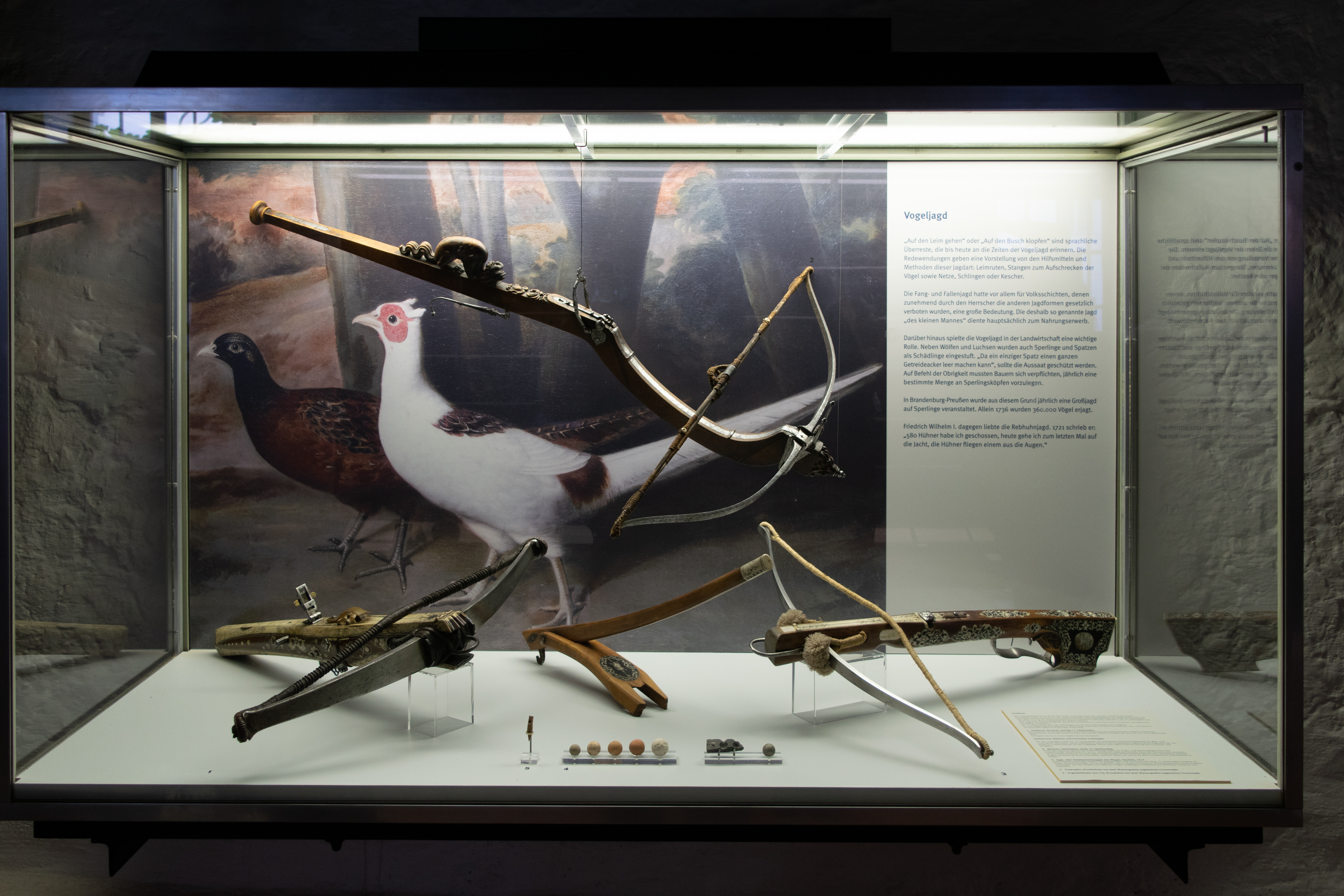
Balester. Kugelarmbrust oben: Oberitalien, zweite Hälfte des 16. Jahrhunderts

In dem ehemaligen Jagdzeugmagazin Friedrichs des Großen, das nach Umbauten eine Hallenlänge von 38 Metern hatte, konnte am 29. Januar 1977 ein Jagdmuseum eröffnet werden. Die ursprüngliche Ausstattung war nicht mehr vorhanden, sodass vor allem Handfeuerwaffen, wie Radschlossgewehre und -pistolen aus dem zweiten Drittel des 16. bis ins 18. Jahrhundert ausgestellt wurden. Davon stammen rund einhundert Radschlosswaffen aus dem Inventar des ehemaligen Berliner Zeughauses und ein großer Teil aus der Sammlung des Prinzen Carl von Preußen. Zur musealen Ausstattung tragen außerdem Hirsch-, Damwild- und Elchtrophäen sowie Rehbockgehörne bei, die sich zuvor im Jagdschloss befanden.

#### Das Schloss als Filmkulisse
Das Schloss diente bereits 1967 als Kulisse bei Aufnahmen für die Edgar-Wallace-Verfilmung Die blaue Hand, mit Klaus Kinski in einer Doppelrolle, später als Drehort für den Kinofilm Wildgänse 2 sowie von 1998 bis 2007 als Außenkulisse für die Kinderserie Schloss Einstein des Kinderkanals. Zudem fanden dort Außenaufnahmen für die Serie Verliebt in Berlin statt.